# Veselin Vuković
Veselin Vuković (serbio:Веселин Вуковић; 19 de diciembre de 1958 en Struga) fue un jugador de balonmano de Yugoslavia, y posteriormente entrenador tras su retirada como jugador. Fue uno de los jugadores de la generación dorada del balonmano yugoslavo de los años 80 que dominó el balonmano mundial con sus triunfos en los Juegos Olímpicos de Los Ángeles 1984 tanto como en el  Campeonato del Mundo de 1986. Asimismo, fue el pivote titular de la mítica Metaloplastika Šabac que se proclamaría campeona de Europa en 1985 y 1986.
En 1987 llegaría a España de la mano del Atlético de Madrid, que en aquellos momentos era el equipo más potente del balonmano español y que había sido víctima precisamente de la Metaloplastika en la final de la Copa de Europa de 1985.
En 1991 fichó por el FC Barcelona donde coincidiría con su antiguo compañero en la Metaloplastika y en la selección yugoslava, Veselin Vujović. En Barcelona conseguiría un campeonato de Liga y una Copa del Rey.
Tras retirarse como jugador, pasó a dirigir a la propia Metaloplastika a finales de los años 90, que por entonces era un club mucho más modesto del balonmano serbio, y volvería a coincidir con Veselin Vujović como su segundo entrenador de la selección de balonmano de Serbia y Montenegro a la que conducirían al 4.º puesto en los Juegos Olímpicos de Sídney del 2000.
Tras otras experiencias menores en el balonmano chipriota, le llegaría la oportunidad en 2010 de dirigir a la selección de balonmano de Serbia, con la que conseguiría el subcampeonato de Europa en el campeonato celebrado en 2012 en Serbia precisamente. Los Juegos Olímpicos de Londres de 2012 fueron decepcionantes para el conjunto serbio, que caería eliminado en la primera fase finalizando en 9.ª posición.
El Campeonato del Mundo de 2013 volvió a ser decepcionante siendo derrotados con estrépito por España en los octavos de final, provocando la salida de Vuković como seleccionador serbio siendo sustituido por Ljubomir Vranjes.

## Trayectoria
Jugador
- RK Metaloplastika Šabac (-1987)
- Atlético de Madrid (1987-1991)
- FC Barcelona (1991-1993)

Entrenador
- RK Metaloplastika Šabac
- Selección de Serbia (2010-2013)

## Palmarés

### Jugador
- Liga de Yugoslavia 1982, 1983, 1984, 1985, 1986, 1987
- Copa de Yugoslavia 1980, 1983, 1984, 1986
- Liga ASOBAL 1992
- Copa del Rey 1993

### Selección nacional

#### Campeonato del Mundo
- Medalla de oro en el Campeonato del Mundo de 1986

#### Juegos Olímpicos
- Medalla de oro en los Juegos Olímpicos de Los Ángeles 1984

### Selección nacional

#### Campeonatos de Europa
- Medalla de plata en el Campeonato de Europa de 2012